# Franz Grashof

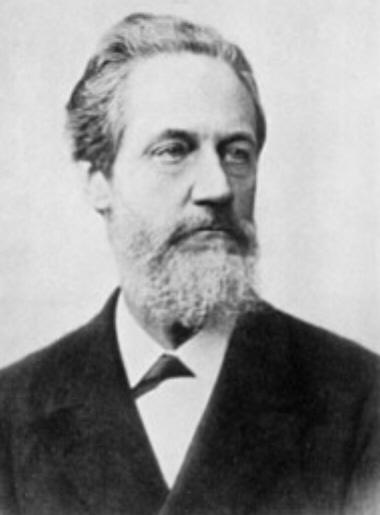
Franz Grashof

Franz Grashof, född 11 juli 1826 i Düsseldorf, död 26 oktober 1893 i Karlsruhe, var en tysk maskiningenjör och politiker.
Grashof var professor i tillämpad mekanik och teoretisk maskinlära vid Polytechnikum i Karlsruhe. Han var alltifrån 1856 ordförande i tyska ingenjörföreningen Verein Deutscher Ingenieure (VDI), vars tidskrift han en tid redigerade. Bland hans skrifter märks Theoretische Maschinenlehre (tre band, 1875-90).  Han invaldes 1888 som utländsk ledamot av Kungliga Vetenskapsakademien.
Grashof var från 1877 även ledamot av den badensiska lantdagens första kammare.